# 彼得羅皮爾
48°0′54″N 34°56′36″E / 48.01500°N 34.94333°E
彼得羅皮爾（烏克蘭語：Петропіль）是位於烏克蘭東南部的村莊，由扎波羅熱州扎波羅熱区的希羅凱市鎮負責管轄。該村分別距離納迪亞1公里和彼得羅巴甫利夫卡2.5公里，始建於1928年，面積8.4平方公里，海拔高度124米，2001年人口373。